# Балкано-Карпатская металлургическая провинция
Балка́но-Карпа́тская металлурги́ческая прови́нция (сокр. БКМП) — это археологическая общность эпохи энеолита, существовавшая с начала IV тыс. до начала III тыс. до н. э. Ярчайший пример — Варненский могильник.

## Распространение
Западный ареал провинции включает север Балкан, Карпатский бассейн, Карпато-Поднепровье и является ядром провинции (культуры Гумельница, Винча, Тисаполгар, Бодрогкерестур, Кукутени-Триполье и др.). Восточный ареал провинции охватывает степные и лесостепные районы Северного Причерноморья и Среднего Поволжья, освоенные скотоводческими племенами новоданиловской (Суворово-Новоданиловка), среднестоговской и хвалынской культур. Медь с древнейших в Европе медных рудников Ай-Бунара близ болгарского города Стара-Загора получила широкое распространение как в Подунавье, так и в Северном Причерноморье.
Распад Балкано-Карпатской металлургической провинции относят к рубежу, отделяющему Медный век от Бронзового в 1-й половине IV тыс. до н. э. На основе распавшейся археологической общности в середине IV тыс. до н. э. формируется новая Циркумпонтийская металлургическая провинция, доминировавшая на протяжении раннего и среднего бронзового века на территории Европы и части Азии.

## Основные культуры
- Гумельницкая культура
- Трипольская культура
- Среднестоговская культура
- Новоданиловская культура[4]

## Основные орудия БКМП
Для всего ареала распространения БКМП были характерны 5 видов изделий:
- втульчатые топоры-тёсла
- топоры-мотыги
- массивные топоры-молотки
- клинообразные тёсла-долота
- втульчатые наконечники